# هارلم (جورجیا)
هارلم، جورجیا (به انگلیسی: Harlem, Georgia) یک شهر در ایالات متحده آمریکا با جمعیت ۳۵۱ نفر است که در شهرستان کلمبیا واقع شده‌است.

## موقعیت جغرافیایی
موقعیت جغرافیایی شهرها و مناطق اطراف به شرح زیر است: